# Noël Studer
Noël Oliver Studer (Berna, 18 ottobre 1996) è uno scacchista svizzero.
Ha ottenuto il titolo di Maestro internazionale nel 2014 e di Grande maestro nel 2017 all'età di 20 anni, il più giovane scacchista svizzero ad ottenere tale titolo.
È stato due volte vincitore del campionato svizzero (2016 e 2019).
Nel marzo 2019 ha vinto a Bad Ragaz il torneo Accentus Young Masters con 7½ /9.
Il 4 agosto 2021 ha annunciato che si sarebbe ritirato dalle competizioni di scacchi a partire dall'inizio del 2022, citando problemi di salute e l'intenzione di dedicarsi ad altre attività.
Dal marzo 2021 è autore del blog "Next Level Chess", con il quale intende condividere le conoscenze ottenute in oltre 6 anni di carriera come professionista degli scacchi.
Ha ottenuto il suo più alto rating FIDE in dicembre 2020, con 2588 punti Elo.